# Homöosiniatrie
Der Begriff der Homöosiniatrie beschreibt alternativmedizinische Konzepte, die sowohl auf denen der traditionellen chinesischen Medizin (insbesondere Akupunktur) als auch auf der europäisch geprägten klassischen Homöopathie von Samuel Hahnemann basieren.
Geprägt wurde der Begriff durch den Franzosen Roger de la Fuye (1890–1961, Begründer der französischen Akupunkturbewegung), der sich wiederum auch auf Ansichten von August Weihe aus dem späten 19. Jahrhundert berief.
Bei homöosiniatrischen Verfahren werden beispielsweise homöopathische Mittel an Akupunkturpunkte laut TCM gespritzt, was zu Heilwirkungen führen soll, die über die jeweiligen Wirkungen von TCM und Akupunktur im Sinne einer Synergie hinausgehen soll. Auch sollen hiermit Patienten erreicht werden, die ansonsten auf eine Akupunkturbehandlung nur unzureichend ansprechen.
De la Fuye setzte Akupunkturnadeln ein und gab zusätzlich homöopathische Präparate zur oralen Einnahme.
Es existieren keine Studien, welche die Wirksamkeit der Homöosiniatrie bestätigen. Da die Homöopathie durch placebokontrollierte Studien widerlegt wurde wäre eine Wirkung der Homöosiniatrie als Kombination mit Synergieeffekten unplausibel.